# برونو فالنتيني
برونو فالنتيني هو سياسي إيطالي، ولد في 29 مايو 1955 في كولي دي فال ديلسا في إيطاليا. نشط حزبياً في الحزب الديمقراطي. وقد انتخب member of City Council ‏ سيينا (25 يونيو 2018 – ) وانتخب Mayor of Monteriggioni ‏ (13 يونيو 2004 – 26 مايو 2013) وانتخب mayor of Siena ‏ (11 يونيو 2013 – 25 يونيو 2018).